# Fómeque
Fómeque – miasto w Kolumbii, w departamencie Cundinamarca.